# مقاطعة أراك
مقاطعة أراك (بالفارسية: شهرستان اراک) هي مقاطعة تقع في إيران في مركزي. يقدر عدد سكانها بـ 535,449 نسمة .